# Ebergötzen
Ebergötzen − miejscowość i gmina w Niemczech, w kraju związkowym Dolna Saksonia, w powiecie Getynga, siedziba gminy zbiorowej Radolfshausen.